# American Quarter Horse Association
L'American Quarter Horse Association (AQHA), basée à Amarillo, au Texas, est un organisme international pour la préservation, la promotion et l'enregistrement des chevaux de race Quarter Horse. Cette association soutient bon nombre de compétitions et tient le registre officiel de la race. Elle possède le musée et le hall d'honneur de la race Quarter Horse et sponsorise des programmes éducatifs. Fondée en 1940 à Fort Worth, au Texas, elle est désormais[Quand ?] forte de 350 000 membres.

## Histoire
Cette association est créée en 1940 ; elle édite le premier Stud-Book du Quarter Horse l'année suivante, avec 600 chevaux enregistrés.
Depuis 1946, l'association est basée à Amarillo, au Texas.